# Fabio Grossi (ballerino)
Fabio Grossi (Roma, 1º ottobre 1977) è un ex ballerino italiano.

## Formazione e medaglie (1990-1997)

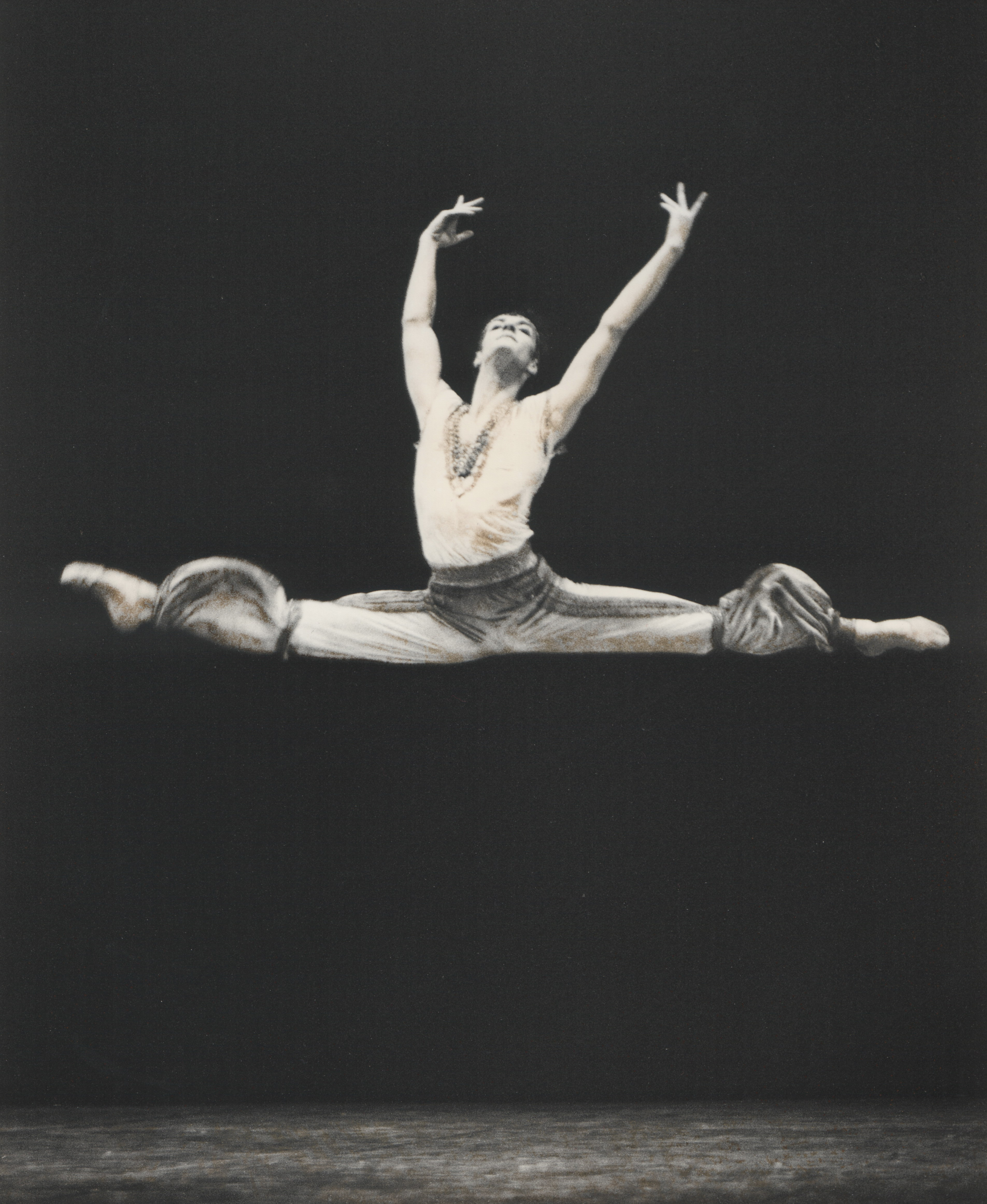
Solor ne La Bayadère (Rieti, 1997).

Si forma all'Accademia Nazionale di Danza di Roma, dove si diploma con il massimo dei voti. 
Si perfeziona in Francia e a Monte-Carlo con maestri internazionali.
A 19 anni è vincitore assoluto del Concorso di Rieti sia per il classico che per il contemporaneo e finalista del Concorso di Mosca, presieduto da Yuri Grigorovich.

## Carriera in scena (1997-2008)

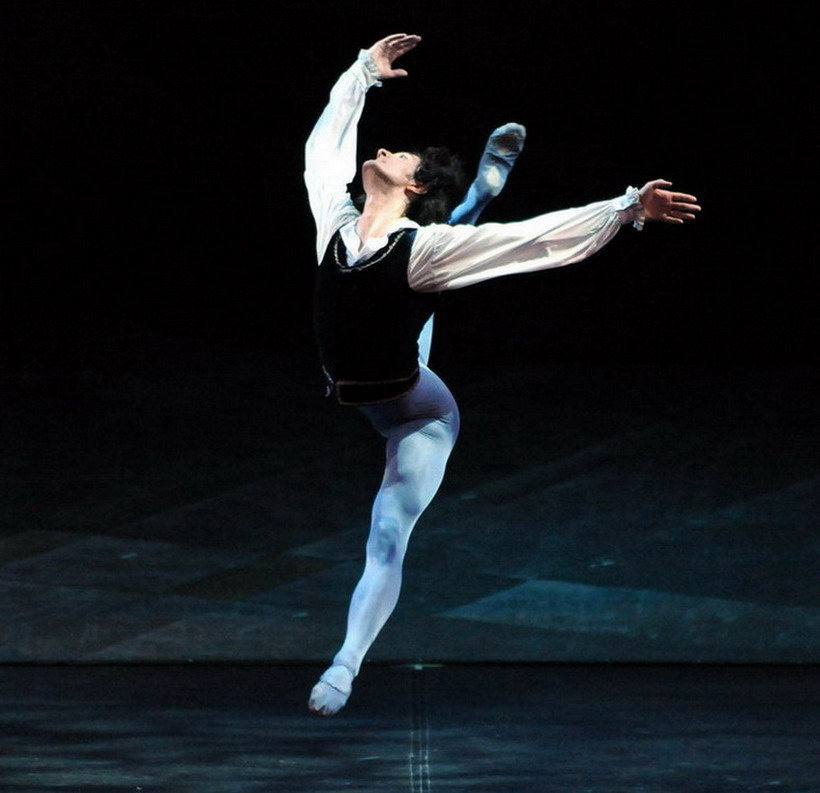
Albrecht in Giselle (Verona, 2008).

Nel 1997 debutta come solista con la compagnia Aterballetto, su permesso speciale (non avendo ancora terminato gli studi). Tra il 1998 ed il 2003 svolge un'attività performativa internazionale presso ambiti coreografici diversificati:
- Ballet du Grand Théatre de Genève,
- Leipziger Ballett,
- Teatro alla Scala di Milano,
- Ballet National de Marseille.

È al Teatro dell'Opera di Roma come danzatore principale ovvero primo ballerino de facto dal 2003 al 2007..
Nel 2008 è étoile ospite al Teatro Filarmonico di Verona.

## Didattica (2008-2016)

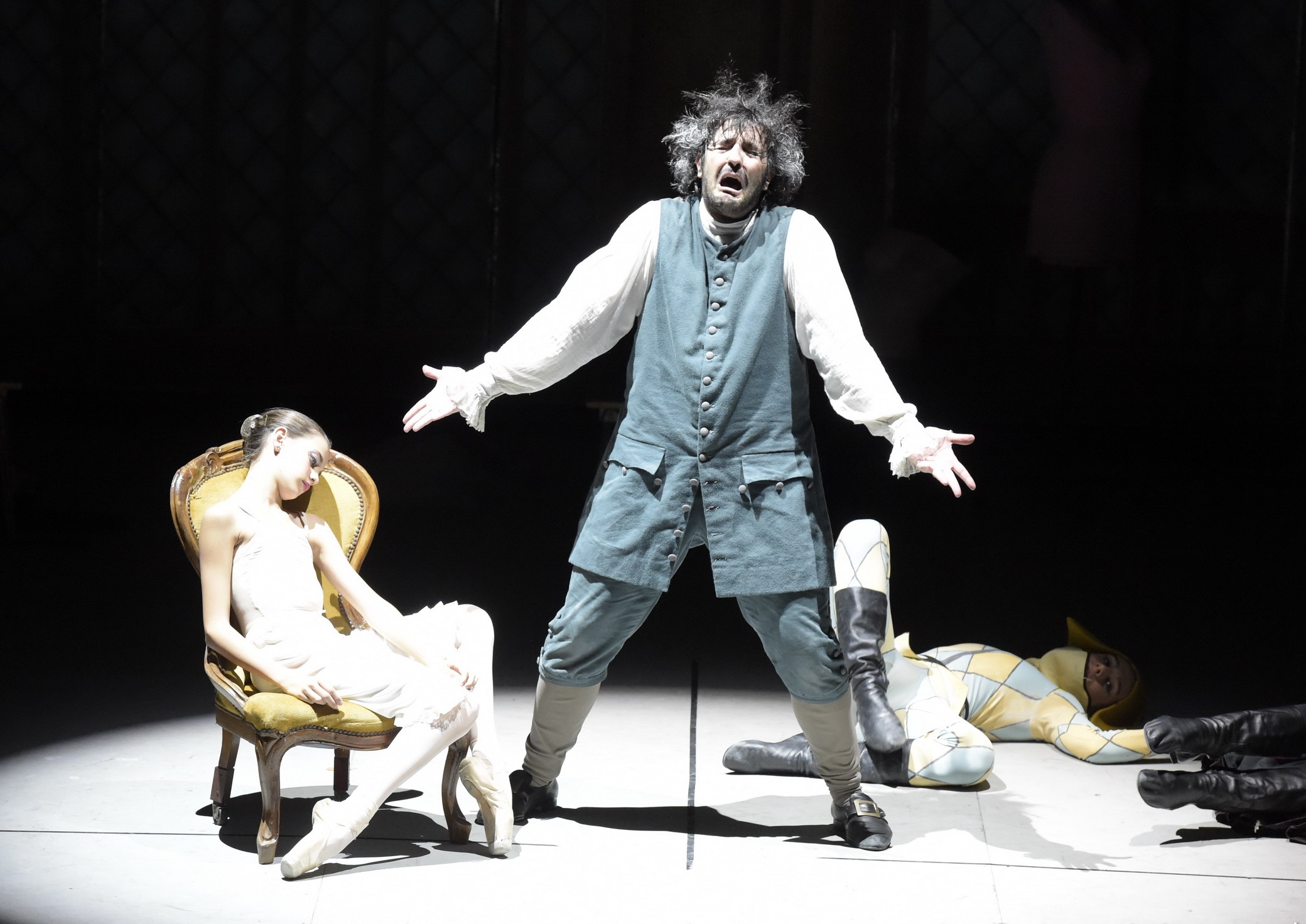
Coppelius in Coppelia (Roma, 2014).

È richiesto come maître de ballet per il corpo di ballo dell'Arena di Verona, e come insegnante di tecnica della danza accademica e di repertorio classico nei principali centri di formazione della capitale.
Dopo sei anni di assenza dal palcoscenico, nel 2014 torna in scena (per tre sole serate) con il personaggio pantomimico del mago Coppélius in Coppélia all'Accademia Nazionale di Danza.
Nel 2015 è docente di Pas de Deux e coreografo per i corsi superiori dell'Accademia Nazionale di Danza.

## Repertorio coreografico

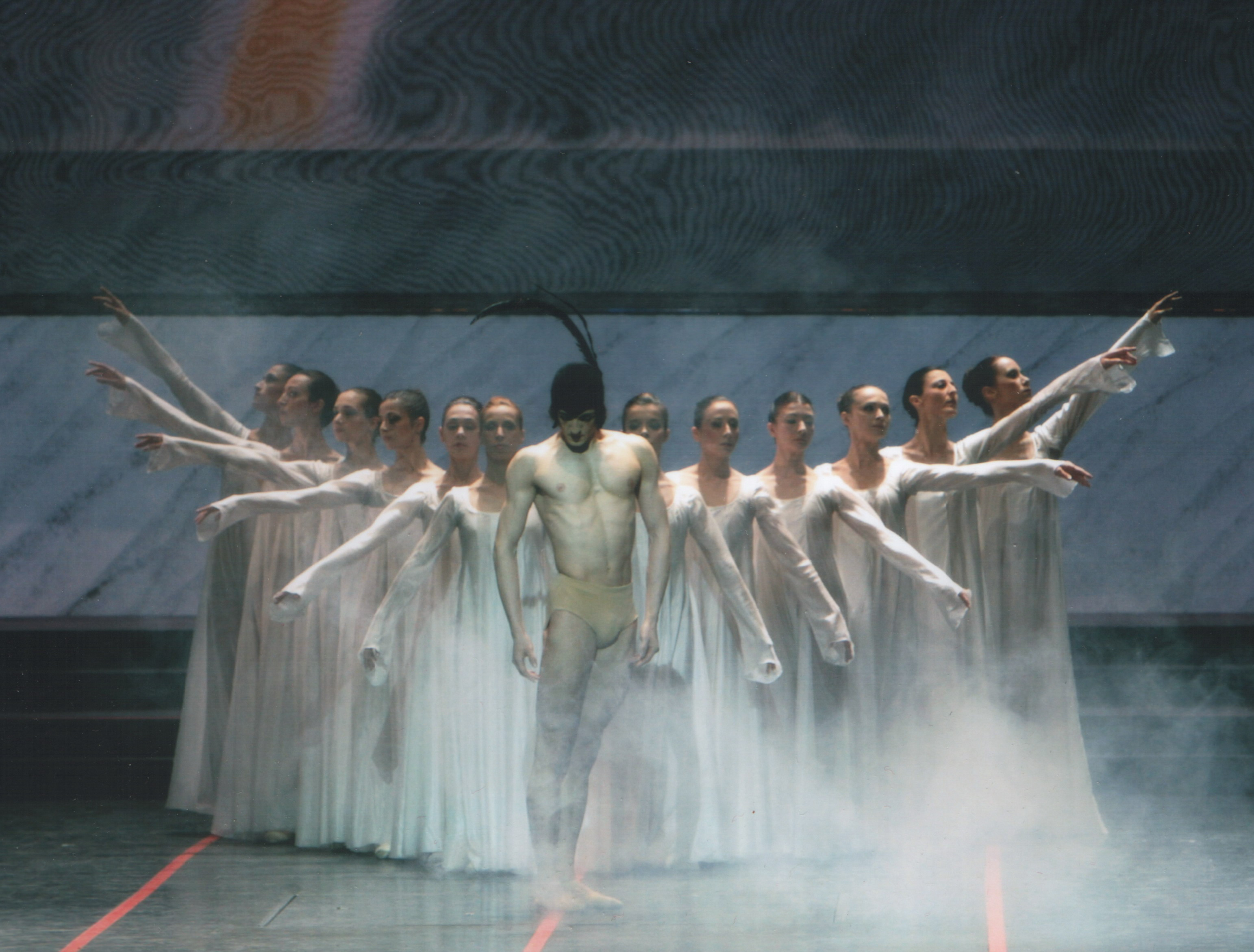
Mefistofele in Faust (Roma, 2006).

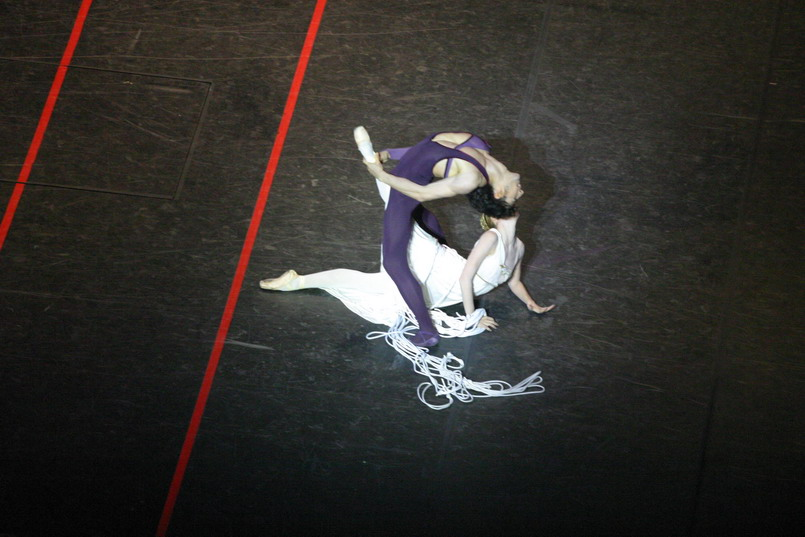
Mefistofele, con Gaia Straccamore nel ruolo di Elena di Troia.

È stato interprete del repertorio classico-romantico: Giselle, Il lago dei cigni, La Bella Addormentata, Lo Schiaccianoci, Rajmonda grand pas.
È stato interprete del repertorio neoclassico: Les Sylphides e Petruška di Michail Fokine; Pulcinella di Léonide Massine; I Quattro Temperamenti, La Chatte e Le Bal di George Balanchine; Sinfonietta di Jiří Kylián; Steptext e Approximate Sonata di William Forsythe; Bach-Kreationen di Uwe Scholz; Axioma 7 di Ohad Naharin; Troy Game di Robert North; Sakountala e Ni Dieu ni Maître di Marie-Claude Pietragalla; Après-midi d'un Faune di Amedeo Amodio.

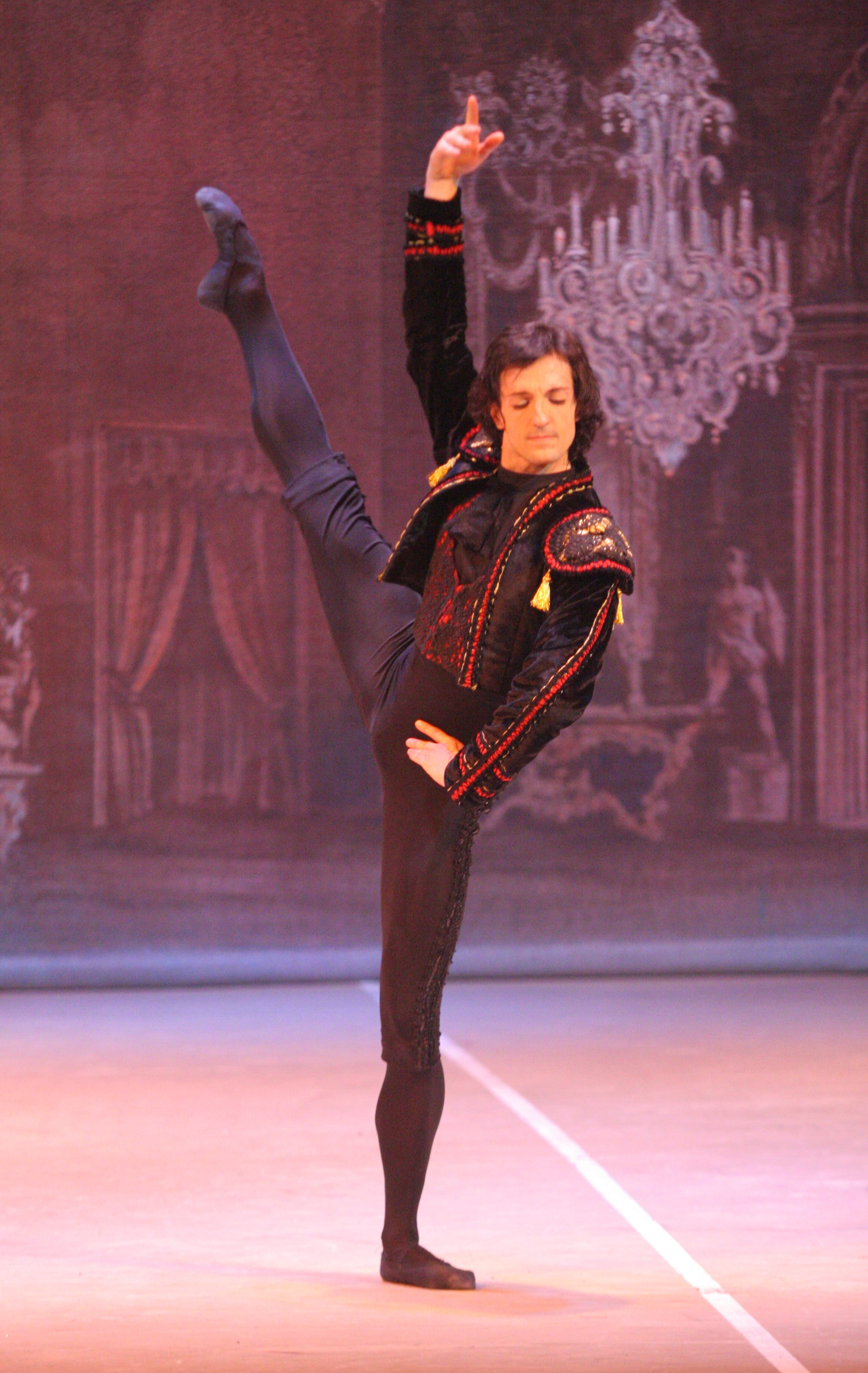
Alonso ne La Gitana (Roma, 2006).

È stato interprete di creazioni neoclassiche e contemporanee concepite su di lui (La gitana, Nozze di sangue, Re Lear, Aleksandr Blok, Marina Cvetaeva, Faust, La vestale, Michelangelo, Perséphone, Georg Trakl), collaborando con autori stranieri e italiani - da Luciano Cannito a Luca Veggetti.
Mauro Bigonzetti ha realizzato per lui l'assolo Watki ed il ruolo principale di Comoedia-Inferno.
È stato scelto per Visione Lirica come partner di Carla Fracci in occasione del suo 70º compleanno, e per i duetti centrali degli spettacoli di Beppe Menegatti e di Luc Bouy quali Omaggio a Petrarca, Stabat Mater, Requiem.
Ha danzato con Luciana Savignano per Odighitria.
È stato protagonista delle danze de Il pipistrello di Johann Strauss (figlio) con la regia di Filippo Crivelli al Teatro Costanzi, di quelle di Aida di Giuseppe Verdi alle Terme di Caracalla.

## Riconoscimenti
Gli sono stati conferiti i Premio Positano Léonide Massine per l'arte della danza al Merito (1997) e al Valore (2007) e il Premio Anita Bucchi 2007 come migliore interprete maschile.

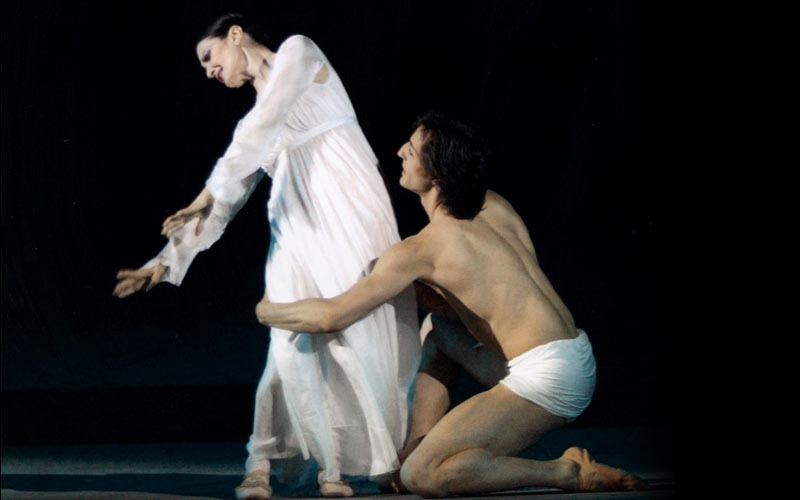
Visione lirica con Carla Fracci.

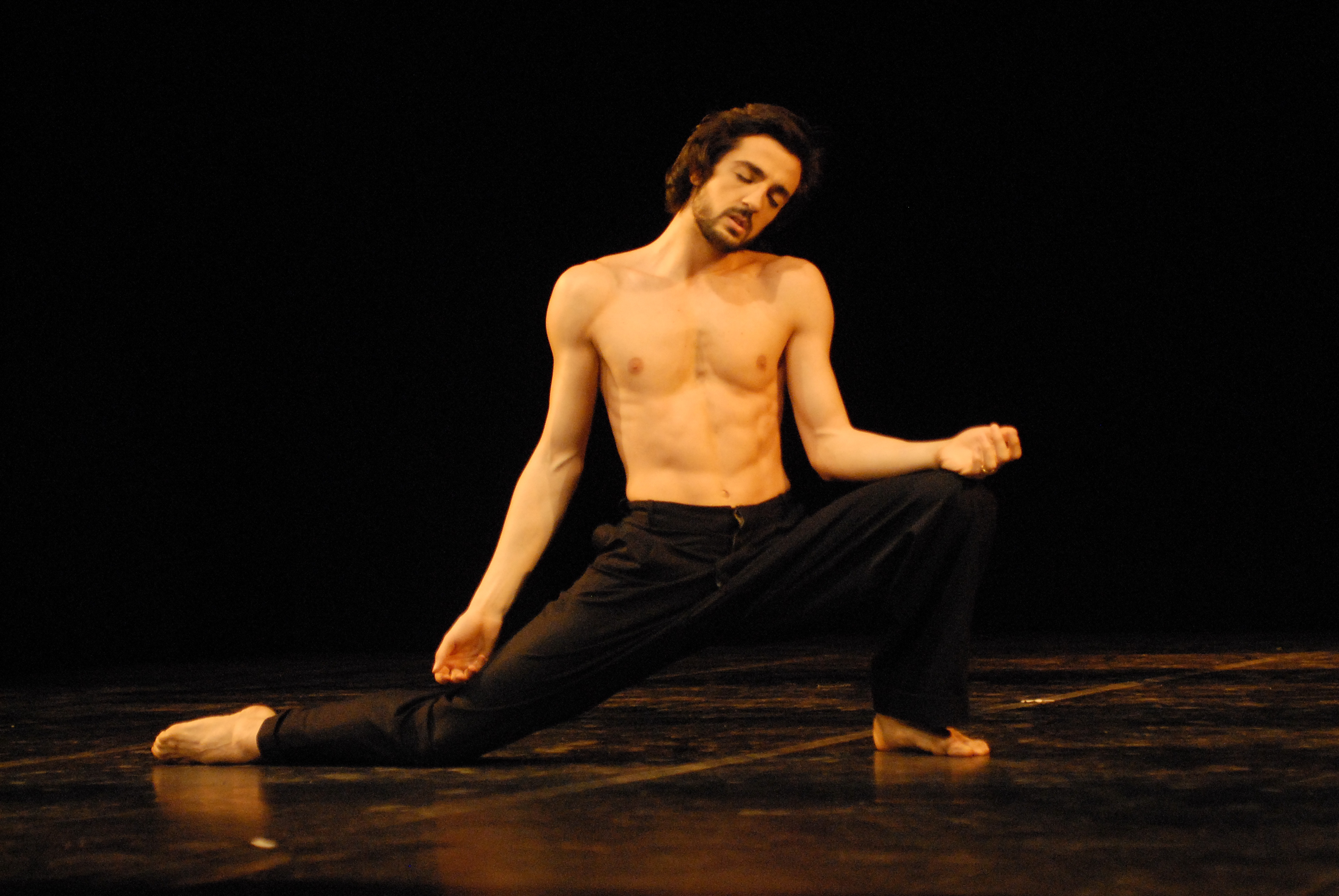
Agnus Dei (2008).

È incluso nel volume Storia della Danza e del Balletto (2005) di Alberto Testa.
Nel 2007 l'Università di Roma Tre lo ha chiamato a discutere del tema del danzatore-attore.
È annoverato tra gli ex-studenti più noti nel libro sul sessantesimo anniversario dell'Accademia Nazionale di Danza (2008).
È incluso nel volume Dizionario Gremese della danza e del balletto (2011) a cura di Horst Koegler (alle voci 'Faust' e 'Massine, Léonide').
Nel 2014 l'Accademia Nazionale di Danza gli ha dedicato una serata retrospettiva al Teatro Jia Ruskaja.